# Ossip Klarwein
Ossip (Joseph) Klarwein (hebräisch יוֹסֵף קְלָארְוַויְן; * 6. Februar 1893 in Warschau, Russisches Kaiserreich; † 9. September 1970 in Jerusalem) war ein polnischstämmiger deutsch-israelischer Architekt, der in Deutschland, Palästina und dann Israel baute. Er entwarf 1957 und baute später mit anderen die Knesset.

## Leben

### In Deutschland
Klarwein wurde in Warschau geboren. Sein Vater Menachem Klarwein war Hebräischlehrer und dem Zionismus zugetan. Als Juden wanderte die Familie wegen des wachsenden Antisemitismus in Polen und Russland nach der gescheiterten Revolution von 1905 vom Zarenreich nach Deutschland aus. Aufgrund seiner erkennbaren künstlerischen Begabung studierte Klarwein von 1917 bis 1919 Architektur an der Technischen Hochschule München, ohne einen formalen Hochschulabschluss (als Diplom-Ingenieur) zu erwerben. Im Jahr 1921 lernte er bei Hans Poelzig im Meisteratelier für Architektur der Preußischen Akademie der Künste in Berlin. Ab 1926 arbeitete Klarwein im Architekturbüro von Fritz Höger in Hamburg, bald hatte er dort als Hauptentwurfsarchitekt eine leitende Funktion. Högers Büro wuchs in diesen Jahren mit der zunehmenden Zahl von Aufträgen auch personell erheblich an. Seiner Position als Angestellter entsprechend, wurden Klarweins Entwürfe in dieser Zeit stets unter Högers Namen veröffentlicht.
Myra Warhaftig nimmt an, dass Höger mit seiner expressionistischen Architektur den jungen Klarwein gleich überzeugte, „und so kam es zu einer harmonischen Zusammenarbeit der beiden.“ Für Höger war Klarwein „einer der Allerbesten“ seiner Mitarbeiter. Die Entwürfe Klarweins, der nahe dem Schwanenwik an der Alster wohnte und ein Gehalt von über 1.000 Reichsmark bezog, wurden von Müller mit Graphitkreide meist in Perspektive gesetzt.
Über Ernst-Erik Pfannschmidt, einen ebenfalls angestellten Architektenkollegen Klarweins, und dessen Vater Ernst Christian Pfannschmidt gelangte Höger 1928 an den Auftrag, die Kirche am Hohenzollernplatz in Berlin zu bauen. Höger hatte mit einem Plan Klarweins überzeugt, den Höger vertragsgemäß unter seinem Namen eingereicht hatte. Klarweins späterer Freund, der Architekt Yehudah Lavie (geb. Ernst Loewisohn), bestätigte in einem Interview, dass diese Kirche ein Entwurf Klarweins war. Der Bau besticht durch seinen separaten expressionistischen Campanile. Der Kirchturm am Hohenzollernplatz war von Anfang an in dieser Ausführung geplant. Seit 1924 unterhielt Klarwein in Berlin-Halensee eine Wohnung in der Joachim-Friedrich-Straße 47, nur wenige Kilometer von der Kirche entfernt. Sein Wohnsitz in Berlin bedeutet freilich nicht, dass er diesen Bau auch betreute. Diese Aufgabe übernahmen vielmehr die Mitarbeiter Brandt und Walther Lorenzen, mit dem Klarwein sein Leben lang befreundet blieb.
Auch den Wettbewerbsentwurf für die spätere Wichernkirche in Hamburg-Hamm-Mitte (errichtet ab 1934) zeichnete Ossip Klarwein. Höger bewertete die Entwürfe als Plagiat nach einem bereits veröffentlichten Modellfoto von Hans Luckhardt und Alfons Anker. Klarwein habe seinen Entwurf wütend eingepackt, zu Hause über das Wochenende fertiggestellt und unter dem Namen von Fritz Höger eingereicht; die Arbeit bekam den ersten Preis, und Höger führte ihn allen Besuchern als beste Arbeit seines Büros vor. Der Bau wurde 1943 bei Luftangriffen (Operation Gomorrha) zerstört und 1954 durch einen Neubau von Wolfgang Manshardt ersetzt.
Klarwein kündigte bei Höger, der sich den Nationalsozialisten andiente, zum 1. Januar 1933, weil die Auftragslage zu schlecht war, allerdings noch mit mehreren Monaten Kündigungsfrist, aber schon vor der Machtübernahme. Klarwein inserierte daher ein Stellengesuch in der Zeitschrift Bauwelt. Höger schrieb seinem Kollegen Carl Winand in einem Brief am 21. März 1933 über Klarwein: „Er ist ein ausgezeichneter Mitarbeiter, der kaum durch drei andere zu ersetzen ist. Er hat sich ausgezeichnet eingearbeitet und sich absolut in meinem Geist gefügt; sodass, wenn er später selbständiger Architekt sein wird, er ein wirklicher Höger-Ableger sein wird …“ Da Klarwein bis zum Vertragsende weiter für Höger arbeitete, fürchtete dieser einen Nachteil in seinem Bemühen, sich den Nationalsozialisten mit seinem Baustil anzudienen. Der Antisemit Eugen Hönig, Präsident der Reichskammer der Bildenden Künste, schrieb der Reichskulturkammer am 19. Dezember 1934, dass bei Höger ausgerechnet ein Jude, nämlich Klarwein, alle Kirchen entwerfe, wie ihm der Hamburger Architekt Wilhelm Carl David Giese (1891–1939) zugetragen habe. Dies nutzten Högers Gegner, um gegen ihn zu intrigieren.

### In Palästina/Israel

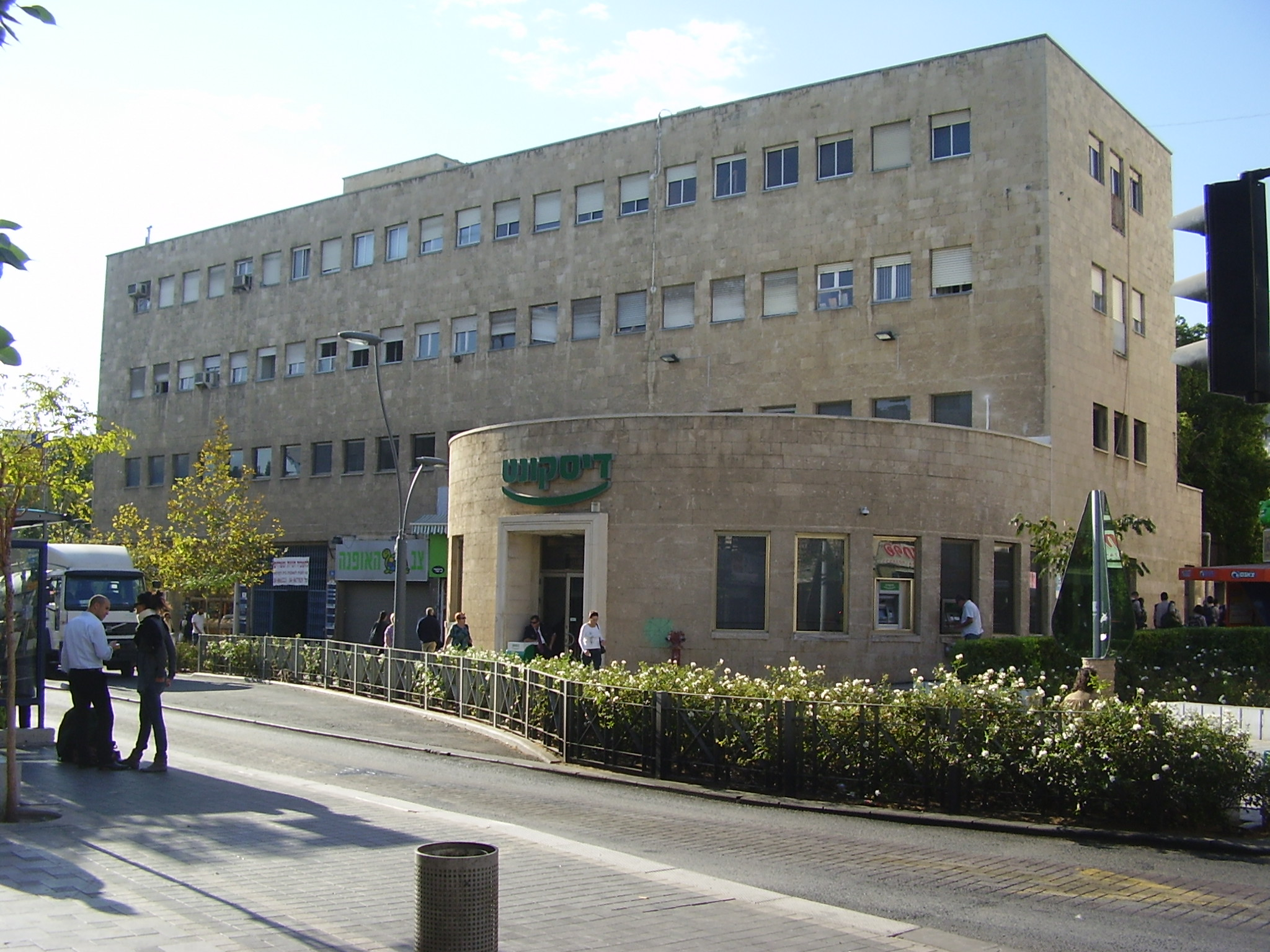
Binjan haQranot in Haifa, 1935–1937 von Klarwein

1933 emigrierte Klarwein dann mit seiner nichtjüdischen Frau Elsa, geb. Kumme, einer Opernsängerin, und seinem Sohn Matthias im Zuge der Fünften Alija ins britische Mandatsgebiet Palästina, da sie in Deutschland keine Zukunft mehr sahen. Sie ließen sich in Haifa nieder. Klarwein änderte seinen Vornamen von der slawischen Namensvariante Ossip zur hebräischen Form Josseph (יוֹסֵף). In Haifa machte sich Klarwein als Architekt selbständig. Im Gegensatz zu anderen Immigranten war er gleich von Beginn an gut beschäftigt und plante und baute oft für andere Immigranten Häuser, teilweise recht anspruchsvolle Bauten, oft auf dem Karmel. Als Hochschullehrer am Technion bildete Klarwein die nächste Generation Architekten aus.
Er nahm an zahlreichen Wettbewerben teil, von denen er mindestens vier gewann und anschließend ausführte, darunter das Büro- und Geschäftshaus Binjan haQranot (hebräisch בנין הקרנות ‚Fondsbau‘) in Haifas wichtiger Geschäftsstraße Rechov Herzl. „Der Komplex mit Läden und Büroräumen erstreckte sich zwischen Gidʿon Kaminkas Uhrhaus im Osten und dem Areal des Technions von Alex Baerwald im Westen entlang der Herzl-Straße, der Hauptstraße Haifas.“ Der schlichte Bau ist wie benachbarte Gebäude Baerwalds mit Kalkstein verkleidet. „Lediglich dem orientalisierenden Stil Alex Baerwalds hat sich Klarwein ausdrücklich mit der Begründung widersetzt: «Er widerspricht dem Zeitgeist».“ Ende der 1940er Jahre zog Klarwein nach Jerusalem.

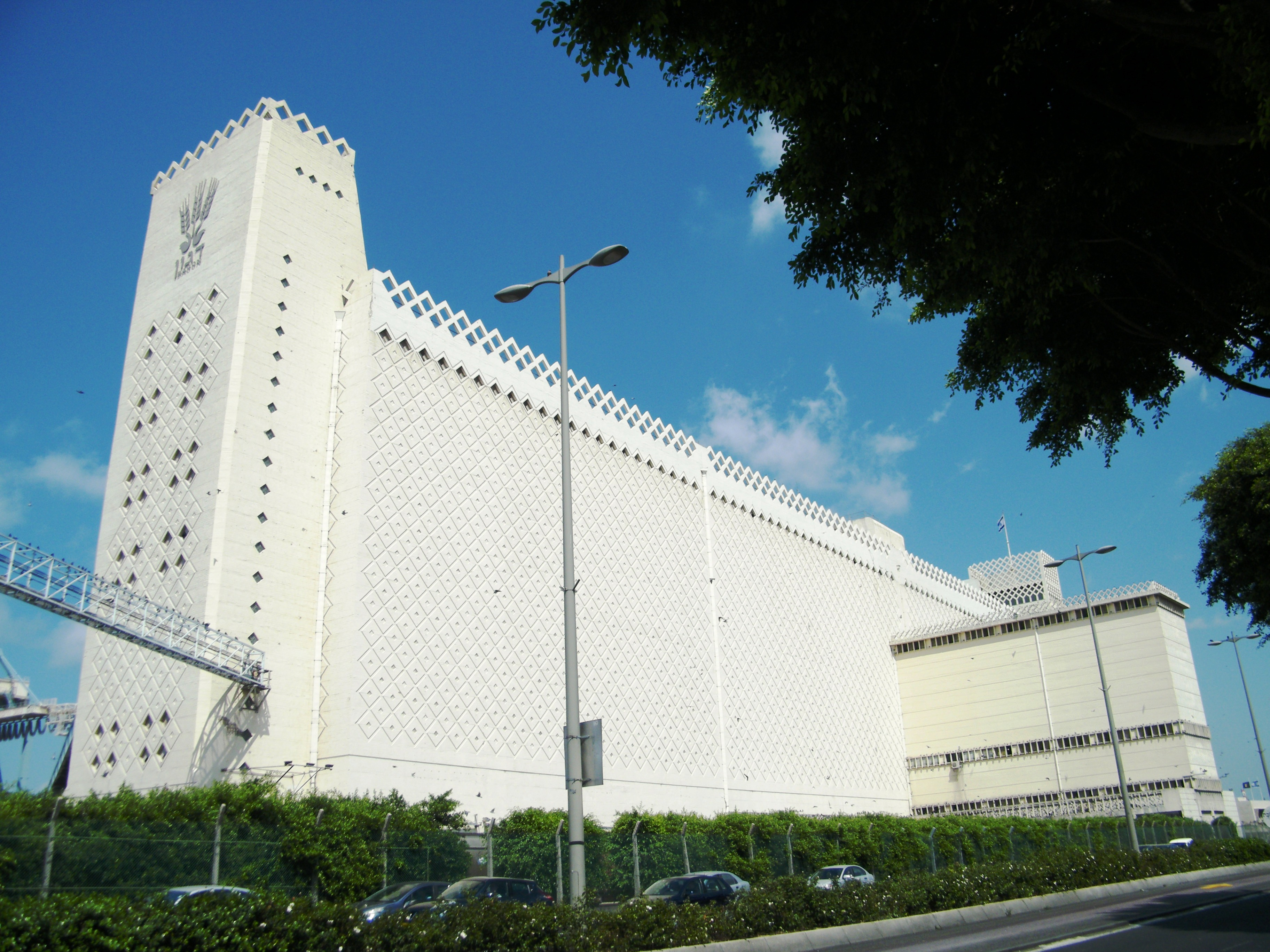
Getreidesilo Dagon in Haifa, 1951–1955, gut zu erkennen die Gestaltung mit auf der Spitze stehenden Quadraten wie am Klinikum Delmenhorst

Ein anderes Projekt Klarweins ist das 1952–73 realisierte Getreidesilo Dagon (דגון) im Hafen Haifas, eine weithin sichtbare Landmarke der Stadt. Der 85.000 Tonnen Getreide fassende Komplex mit seinen Türmen ragt wie eine Hafenfestung aus den umliegenden Häusern hervor. „Er [Klarwein] ließ erstmals ornamentale Motive in die Betonaußenwände eingravieren, die der Klinkersteinstruktur des 1925[–1928] von Fritz Höger in Delmenhorst bei Bremen erbauten Krankenhauses ähneln.“
Die meisten seiner Arbeiten sind öffentliche und gewerbliche Gebäude sowie Bebauungspläne für Städte und Viertel, verstreut über ganz Israel, aber eher in Städten konzentriert. Auftraggeber waren dabei oft Städte und Gemeinden, die Mandatsbehörden und zionistische Einrichtungen, aber auch private Bauherren beauftragten Klarwein. Er entwarf mit Richard Kauffmann und Heinz Rau den Campus der Hebräischen Universität auf dem Berge Skopus. In Naharija errichtete er für Fritz Ettlinger sein erstes kubisches Wohnhaus, der Palast genannt, ein Schwimmbad mit Restaurant, Geschäftshäuser für das neue Stadtzentrum und den Kinopalast Hod mit mehr als 1000 Sitzplätzen. Sein Entwurf für das Rathaus wurde nicht realisiert. In Jerusalem erbaute er 1959 das Gebäude der Juristischen Fakultät auf dem neuen Campus Givʿat Ram der Hebräischen Universität (jetzt Ross-Bau genannt). Alle drei Bauten zeigen Klarweins Hinwendung zur funktionalen und sachlichen Architektur.
Mit dem Entwurf des Knesset-Gebäudes 1957 vollzog er dann eine Wendung seiner Formensprache. „Er gestaltete das Gebäude nach antikem Vorbild als Tempel mit umlaufenden Pfeilern, dessen rechteckiger Cella-Kern 84 x 66 m mißt. Zwei große Innenhöfe sollten für die Beleuchtung und Belüftung des zweistöckigen Gebäudes sorgen. Über den Erfolg, für diesen Entwurf den ersten Preis erhalten zu haben, konnte sich Joseph Klarwein aber nicht recht freuen, denn es gab in der Öffentlichkeit heftigen Widerstand gegen die Realisierung dieser Architektur.“
Uri Avnery verriss in HaʿOlam haSeh Klarweins Entwurf als langweilig in seiner neoklassischen Uniformität, unmodern, unisraelisch, und er füge sich nicht in die Landschaft der Givʿat Ram ein. Avnery hielt die Preisvergabe an Klarwein für ein abgekartetes Spiel zwischen ihm und anderen Mitgliedern des Establishments, was nicht stimmte, dafür war Klarwein zu sehr Einzelgänger. Während viele Laien ihre Zustimmung zum Entwurf ausdrückten, brach unter einigen hundert Architekten ein Sturm gegen den preisgekrönten Entwurf los. Zur Begleitung der Entwurfsüberarbeitung und des Baues wurde ein Expertenteam – das Umsetzungskomitee – eingesetzt, das Klarwein zunächst nach Europa sandte, um für seinen Entwurf Anregungen von vergleichbaren Bauten zu gewinnen. Er fand nur das UNESCO-Gebäude in Paris könne als Beispiel herhalten. Unangenehm war, dass Klarwein bei seiner Rückkehr 1958 vor vollendeten Entwurfsänderungen durch Zvi Cohen stand. Es blieb nach weiteren Änderungen zusammen mit Shimon Powsner und später mit Dov und Ram Karmi mit Ben Gillit von der äußeren Erscheinung des Wettbewerbsentwurfs außer der Großform nicht mehr viel übrig. „So wurde der Bau erst elf Jahre später in veränderter Form in Zusammenarbeit mit dem Architekten Dov Karmi vollendet.“
1959 wurde Klarwein in die französischen Académie d’architecture gewählt.
Klarwein verstarb 1970 in Jerusalem. Sein Sohn war der Maler Mathias (Mati).

## Werke

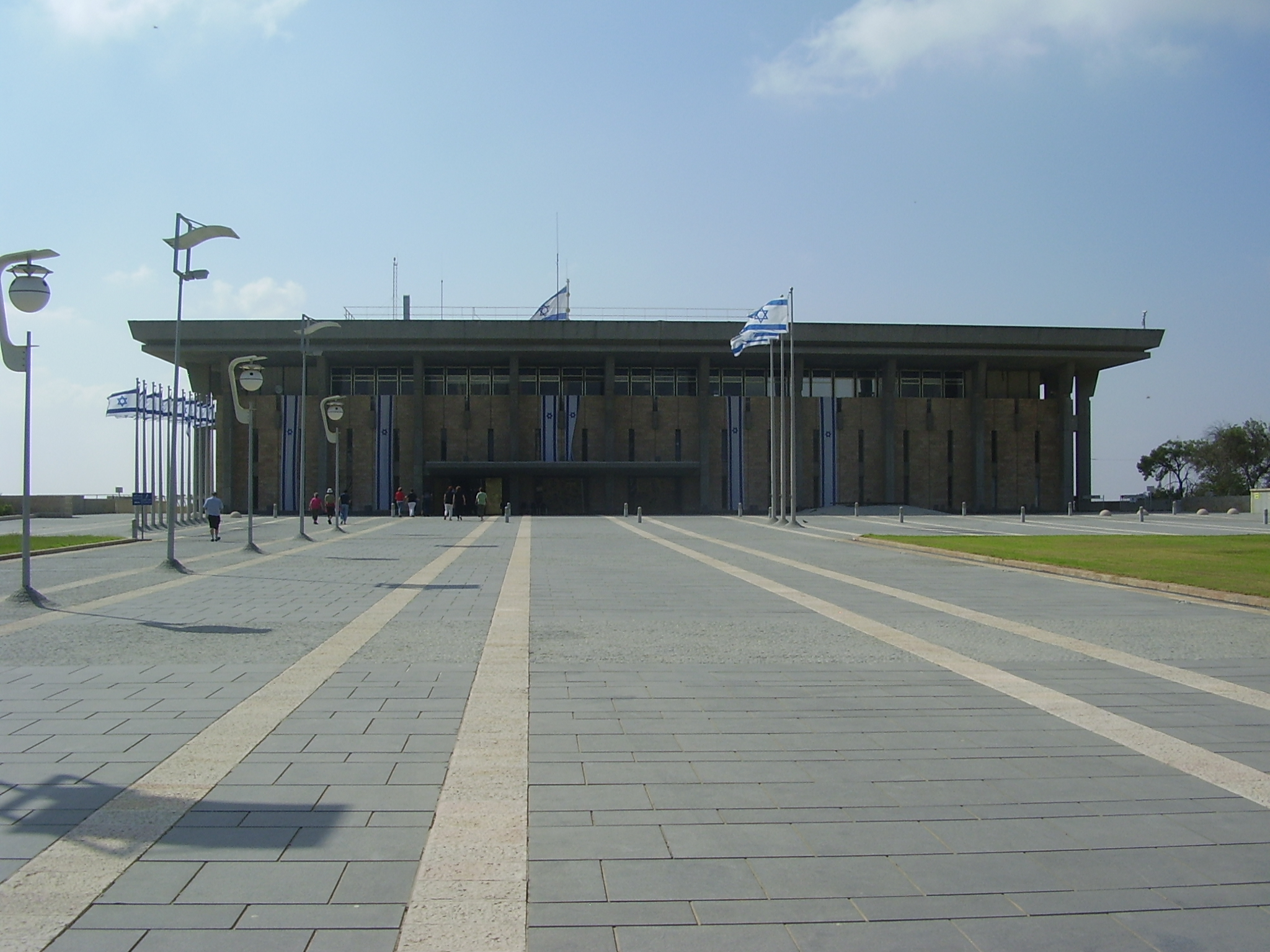
Knesset – 1966

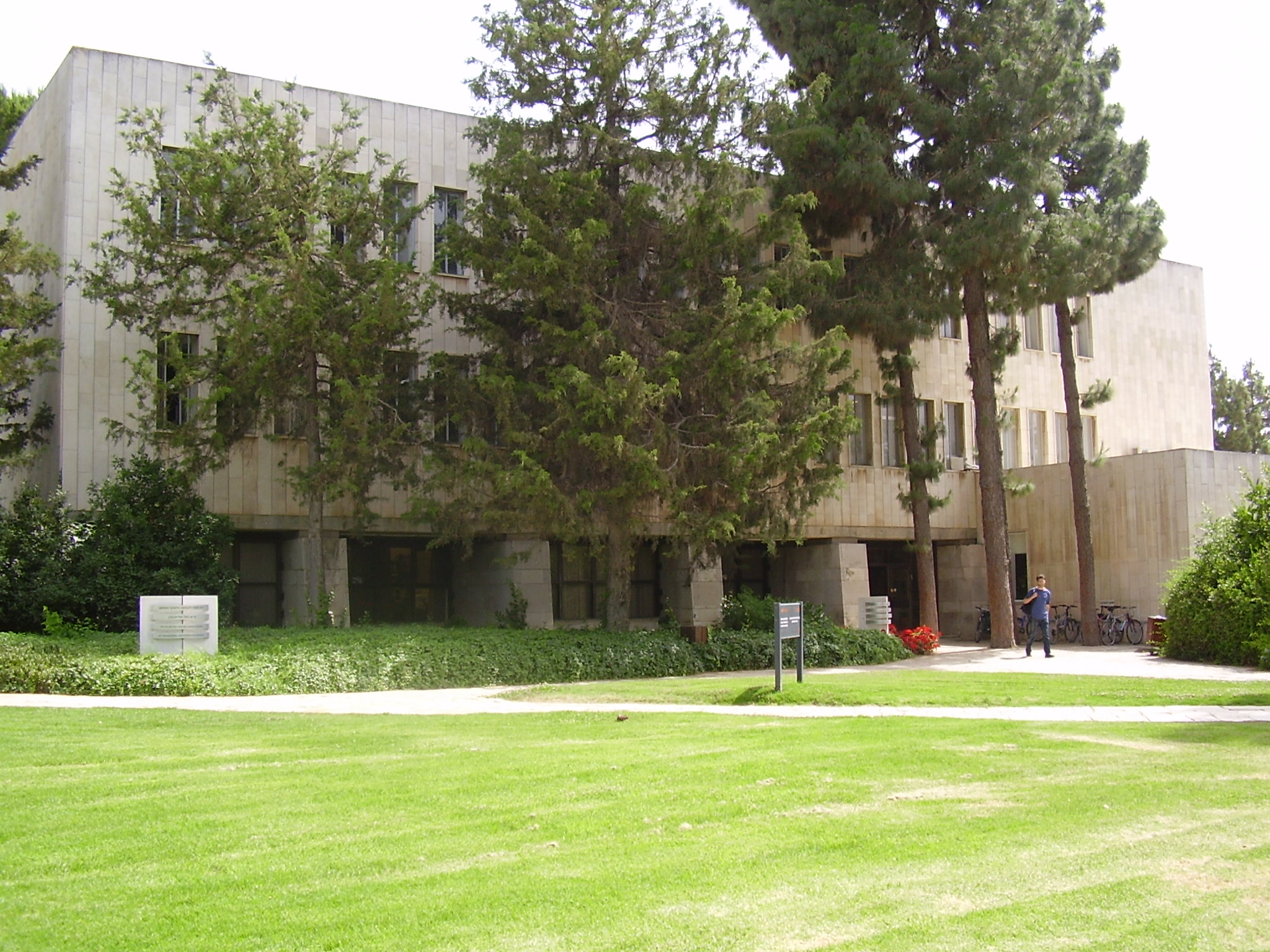
Ehemals juristische Fakultät, jetzt Ross-Gebäude, Hebräische Universität, Jerusalem

- 1931–1933: Evangelische Kirche am Hohenzollernplatz in Berlin (Entwurf von Klarwein im Büro Fritz Höger)
- 1933–1934: Evangelisch-lutherische Wichernkirche in Hamburg (Entwurf von Klarwein im Büro Höger)
- 1935–1937/56: Geschäftshaus Binjan haQranot in Haifa
- 1937: Grabmal der Eheleute Meʾir Dizengoff und Zina Brenner auf dem Trumpeldor-Friedhof in Tel Aviv
- 1943: Grabstein für Saul Tschernichowski auf dem Trumpeldor-Friedhof in Tel Aviv
- 1953–55: neues Regierungsviertel auf der Givʿat Ram in Jerusalem (zusammen mit Richard Kauffmann und Heinz Rau)
- 1951–60: Grabmal für Theodor Herzl auf dem Herzlberg in Jerusalem
- 1952–1973: Silo Dagon in Haifa
- 1953: Bebauungsplan für den Campus Givʿat Ram der Hebräischen Universität
- 1954: Empfangsgebäude des Zentralbahnhofs Tel Aviv
- 1957–1966: Knesseth in Jerusalem
- 1958: Sportzentrum und Stadion des Campus Givʿat Ram in Jerusalem
- 1959: Juristische Fakultät (heute Binjan Ross leMadʿei haṬeva; בניין רוס למדעי הטבע ‚Ross-Bau für Naturwissenschaften‘) auf dem Campus Givʿat Ram
- 1962: Schauspielschule Beit Zvi in Ramat Gan